# Répáshuta
Répáshuta es un pueblo húngaro perteneciente al distrito de Miskolc, condado de Borsod-Abaúj-Zemplén.

## Superficie
Cuenta con una superficie de 16,79 km².

## Demografía
Hasta 2024 la población era de 439 habitantes, con una densidad de población de 26,14 hab/km².
| Gráfica de evolución demográfica de Répáshuta entre 2020 y 2024 |
|                                                                 |
| Datos según la Oficina Central de Estadística de Hungría.       |